# Paramucrona
Paramucrona is een geslacht van vliesvleugeligen uit de familie Encyrtidae. De wetenschappelijke naam van dit geslacht is voor het eerst geldig gepubliceerd in 1980 door Noyes.

## Soorten
Het geslacht Paramucrona omvat de volgende soorten:
- Paramucrona boruca Noyes, 2004
- Paramucrona brasiliensis Noyes, 1980
- Paramucrona phalaris Noyes, 2004
- Paramucrona phega Noyes, 2004
- Paramucrona srunua Noyes, 2004
- Paramucrona tiphys Noyes, 2004
- Paramucrona troicus Noyes, 2004
- Paramucrona ulisa Noyes, 2004